# Noskó Ernő
Noskó Ernő, (Cserhátszentiván, 1945. május 26. –) olimpiai bajnok labdarúgó, jobbhátvéd, beállós.

## Pályafutása

### Klubcsapatban
Családjával 1949-ben költözött Újpestre. 1958-ban kezdett sportolni a Vasas Izzóban. 1964 novemberében igazolt az Újpesti Dózsához. A következő évben mutatkozott be az élvonalban, ahol 1974-ig hatszor volt bajnokcsapat tagja és kétszer MNK-győztesé. Tagja volt az 1968–1969-es VVK döntőt játszó csapatnak, ahol az angol Newcastle Uniteddel szemben alulmaradtak. 1973–1974-es Bajnokcsapatok Európa-kupájában az elődöntőig jutottak, ahol a későbbi győztes Bayern Münchennel szemben vesztettek. Emellett kétszer jut el a BEK-ben és egyszer a VVK-ban a legjobb nyolc közé a csapattal. Az Újpest Dózsában összesen 246 bajnoki mérkőzésen szerepelt és 4 gólt szerzett.
1974 és 1978 között a másodosztályú Budafoki MTE színeiben szerepelt, majd még négy évet töltött el a Chinoin csapatában és itt fejezte be az aktív labdarúgást. Sportpályafutása után a vendéglátóiparban dolgozott.

### Válogatottban
1964-ben tagja volt az UEFA ifjúsági tornáján szereplő magyar korosztályos válogatottnak. 1969 és 1971 között 15 alkalommal szerepelt a válogatottban. 1968-ban tagja volt a mexikóvárosi olimpián aranyérmet szerzett csapatnak.

## Sikerei, díjai
- Olimpiai játékok
  - aranyérmes: 1968, Mexikóváros
- Magyar bajnokság
  - bajnok (6 alkalommal): 1969, 1970-tavasz, 1970–1971, 1971–1972, 1972–1973, 1973–1974
  - 2. (1 alkalommal): 1967
  - 3. (1 alkalommal): 1965,
- Magyar Népköztársasági Kupa
  - győztes: 1969, 1970–1971
- Bajnokcsapatok Európa-kupája (BEK)
  - negyeddöntős: 1971–1972, 1972–1973
  - elődöntős: 1973–1974
- Vásárvárosok kupája (VVK)
  - döntős: 1968–1969
  - negyeddöntős: 1965–1966

- Újpestért díj (2014)[1]

## Statisztika

### Mérkőzései a válogatottban
| Magyarország | Magyarország         | Magyarország                     | Magyarország  | Magyarország | Magyarország  | Magyarország | Magyarország | Magyarország |
| #            | Dátum                | Helyszín                         | Hazai         | Eredmény     | Vendég        | Kiírás       | Gólok        | Esemény      |
| ------------ | -------------------- | -------------------------------- | ------------- | ------------ | ------------- | ------------ | ------------ | ------------ |
| 1.           | 1969. május 25.      | Budapest, Népstadion             | Magyarország  | 2 – 0        | Csehszlovákia | vb-selejtező | -            | 19'          |
| 2.           | 1969. december 3.    | Marseille, Stade Vélodrome (FRA) | Csehszlovákia | 4 – 1        | Magyarország  | vb-selejtező | -            |              |
| 3.           | 1970. május 2.       | Budapest, Népstadion             | Magyarország  | 2 – 0        | Lengyelország | barátságos   | -            |              |
| 4.           | 1970. május 16.      | Budapest, Népstadion             | Magyarország  | 1 – 2        | Svédország    | barátságos   | -            |              |
| 5.           | 1970. szeptember 9.  | Nürnberg, Frankenstadion         | NSZK          | 3 – 1        | Magyarország  | barátságos   | -            |              |
| 6.           | 1970. szeptember 27. | Budapest, Népstadion             | Magyarország  | 1 – 1        | Ausztria      | barátságos   | -            |              |
| 7.           | 1970. október 7.     | Oslo, Ullevaal Stadion           | Norvégia      | 1 – 3        | Magyarország  | Eb-selejtező | -            |              |
| 8.           | 1970. november 15.   | Bázel, St. Jakob stadion         | Svájc         | 0 – 1        | Magyarország  | barátságos   | -            |              |
| 9.           | 1971. április 4.     | Bécs, Práter-stadion             | Ausztria      | 0 – 2        | Magyarország  | barátságos   | -            |              |
| 10.          | 1971. április 24.    | Budapest, Népstadion             | Magyarország  | 1 – 1        | Franciaország | Eb-selejtező | -            |              |
| 11.          | 1971. szeptember 1.  | Budapest, Népstadion             | Magyarország  | 2 – 1        | Jugoszlávia   | barátságos   | -            | 72'          |
| 12.          | 1971. szeptember 25. | Budapest, Népstadion             | Magyarország  | 2 – 0        | Bulgária      | Eb-selejtező | -            | 79'          |
| 13.          | 1971. október 9.     | Párizs, Colombes Stadion         | Franciaország | 0 – 2        | Magyarország  | Eb-selejtező | -            |              |
| 14.          | 1971. október 27.    | Budapest, Népstadion             | Magyarország  | 4 – 0        | Norvégia      | Eb-selejtező | -            |              |
| 15.          | 1971. november 14.   | Valletta                         | Málta         | 0 – 2        | Magyarország  | vb-selejtező | -            |              |
|              | Összesen             |                                  |               | 15           | mérkőzés      |              | 0            | gól          |